# Niccolò Pisilli
Niccolò Pisilli (Roma, 23 settembre 2004) è un calciatore italiano, centrocampista della Roma, della nazionale Under-21 italiana e della nazionale italiana.

## Biografia
Nato a Roma, è il figlio di Francesco Pisilli, ex tennista che ebbe come best ranking la posizione 570 nella classifica di doppio maschile.

## Caratteristiche tecniche
Pisilli è un centrocampista impiegato prevalentemente nel ruolo di mezz'ala.

## Carriera

### Club
Cresciuto nella giovanili giallorosse, con cui ha vinto un campionato Under-17, una Coppa Italia Primavera e una Supercoppa Primavera, il 6 maggio 2023, a 18 anni, ha esordito in Serie A, mandato in campo da José Mourinho nei minuti finali di Roma-Inter (0-2).
Il successivo 14 dicembre ha realizzato la sua prima rete da professionista nonché la sua prima marcatura europea, nella partita contro lo Sheriff Tiraspol valida per la fase a gironi di Europa League.
Nella stagione 2024-2025 l'allenatore Daniele De Rossi, lo ha promosso in pianta stabile in prima squadra, facendolo esordire da titolare in campionato contro la Juventus. Il 29 settembre 2024 viene impiegato per la quarta volta in campionato: al 58º minuto di gioco viene fatto subentrare a Kouadio Koné nella partita contro il Venezia, match valido per la sesta giornata di campionato; al minuto 83 ha realizzato di testa - sugli sviluppi di un calcio d'angolo - la prima rete in Serie A, contribuendo alla prima vittoria stagionale in campionato. Il 20 febbraio 2025 ha realizzato la rete del tre a due finale contro il Porto nei playoff di Europa League, realizzando la prima rete nella fase finale di un torneo internazionale. Tre giorni dopo, la società ha comunicato il rinnovo del contratto di Pisilli fino al 30 giugno 2029.

### Nazionale

#### Nazionali giovanili
Nel maggio 2023 è stato incluso dal selezionatore Carmine Nunziata nella lista dei convocati della nazionale Under-20 per il Mondiale di categoria in Argentina, dove è stato impiegato in tre partite e l'Italia ha ottenuto il secondo posto.
Nello stesso anno, a luglio, con la nazionale Under-19 guidata da Alberto Bollini, ha vinto il campionato europeo di categoria, in cui è stato impiegato in quattro partite e ha realizzato una rete in semifinale contro la Spagna.
A maggio 2024 è stato convocato per la prima volta in nazionale Under-21, per il Torneo Maurice Revello. Ha esordito con gli Azzurrini il 4 giugno 2024 nella prima partita del girone, contro il Giappone, ed è poi stato schierato in tutte le partite disputate dall'Italia, compresa la finale vinta per il terzo posto contro la Francia, durante la quale è uscito dal campo per via di un infortunio alla caviglia. Nel giugno 2025 viene convocato per l'Europeo Under-21 organizzato in Slovacchia. Il 17 giugno segna la sua prima rete con l'Under-21 firmando il pareggio nella terza partita del girone contro la Spagna.

#### Nazionale maggiore
Il 4 ottobre 2024 è stato convocato per la prima volta in nazionale dal CT Luciano Spalletti, in vista di due incontri di UEFA Nations League contro Belgio e Israele. Il 10 ottobre, a 20 anni, ha esordito in nazionale subentrando a Sandro Tonali nel primo dei due incontri di UEFA Nations League, terminato con un pareggio (2-2) contro il Belgio all'Olimpico di Roma.

## Statistiche

### Presenze e reti nei club
Statistiche aggiornate al 25 maggio 2025.
| Stagione        | Squadra         | Campionato      | Campionato | Campionato | Coppe nazionali | Coppe nazionali | Coppe nazionali | Coppe continentali | Coppe continentali | Coppe continentali | Altre coppe | Altre coppe | Altre coppe | Totale | Totale |
| Stagione        | Squadra         | Comp            | Pres       | Reti       | Comp            | Pres            | Reti            | Comp               | Pres               | Reti               | Comp        | Pres        | Reti        | Pres   | Reti   |
| --------------- | --------------- | --------------- | ---------- | ---------- | --------------- | --------------- | --------------- | ------------------ | ------------------ | ------------------ | ----------- | ----------- | ----------- | ------ | ------ |
| 2022-2023       | Roma            | A               | 1          | 0          | CI              | -               | -               | UEL                | -                  | -                  | -           | -           | -           | 1      | 0      |
| 2023-2024       | Roma            | A               | 1          | 0          | CI              | 0               | 0               | UEL                | 1                  | 1                  | -           | -           | -           | 2      | 1      |
| 2024-2025       | Roma            | A               | 28         | 2          | CI              | 2               | 0               | UEL                | 11                 | 1                  | -           | -           | -           | 41     | 3      |
| 2025-2026       | Roma            | A               | -          | -          | CI              | -               | -               | UEL                | -                  | -                  | -           | -           | -           | -      | -      |
| Totale carriera | Totale carriera | Totale carriera | 30         | 2          |                 | 2               | 0               |                    | 12                 | 2                  |             | -           | -           | 44     | 4      |

### Cronologia presenze e reti in nazionale
| Cronologia completa delle presenze e delle reti in nazionale ― Italia | Cronologia completa delle presenze e delle reti in nazionale ― Italia | Cronologia completa delle presenze e delle reti in nazionale ― Italia | Cronologia completa delle presenze e delle reti in nazionale ― Italia | Cronologia completa delle presenze e delle reti in nazionale ― Italia | Cronologia completa delle presenze e delle reti in nazionale ― Italia | Cronologia completa delle presenze e delle reti in nazionale ― Italia | Cronologia completa delle presenze e delle reti in nazionale ― Italia |
| Data                                                                  | Città                                                                 | In casa                                                               | Risultato                                                             | Ospiti                                                                | Competizione                                                          | Reti                                                                  | Note                                                                  |
| --------------------------------------------------------------------- | --------------------------------------------------------------------- | --------------------------------------------------------------------- | --------------------------------------------------------------------- | --------------------------------------------------------------------- | --------------------------------------------------------------------- | --------------------------------------------------------------------- | --------------------------------------------------------------------- |
| 10-10-2024                                                            | Roma                                                                  | Italia                                                                | 2 – 2                                                                 | Belgio                                                                | UEFA Nations League 2024-2025 - 1º turno                              | -                                                                     | 80’ 90+6’                                                             |
| Totale                                                                |                                                                       | Presenze                                                              | 1                                                                     |                                                                       | Reti                                                                  | 0                                                                     |                                                                       |

| Cronologia completa delle presenze e delle reti in nazionale ― Italia under 21 | Cronologia completa delle presenze e delle reti in nazionale ― Italia under 21 | Cronologia completa delle presenze e delle reti in nazionale ― Italia under 21 | Cronologia completa delle presenze e delle reti in nazionale ― Italia under 21 | Cronologia completa delle presenze e delle reti in nazionale ― Italia under 21 | Cronologia completa delle presenze e delle reti in nazionale ― Italia under 21 | Cronologia completa delle presenze e delle reti in nazionale ― Italia under 21 | Cronologia completa delle presenze e delle reti in nazionale ― Italia under 21 |
| Data                                                                           | Città                                                                          | In casa                                                                        | Risultato                                                                      | Ospiti                                                                         | Competizione                                                                   | Reti                                                                           | Note                                                                           |
| ------------------------------------------------------------------------------ | ------------------------------------------------------------------------------ | ------------------------------------------------------------------------------ | ------------------------------------------------------------------------------ | ------------------------------------------------------------------------------ | ------------------------------------------------------------------------------ | ------------------------------------------------------------------------------ | ------------------------------------------------------------------------------ |
| 4-6-2024                                                                       | Vitrolles                                                                      | Italia under 21                                                                | 4 – 3                                                                          | Giappone under 21                                                              | Torneo Maurice Revello 2024 - 1º turno                                         | -                                                                              | 60’                                                                            |
| 6-6-2024                                                                       | Aubagne                                                                        | Ucraina under 21                                                               | 4 – 0                                                                          | Italia under 21                                                                | Torneo Maurice Revello 2024 - 1º turno                                         | -                                                                              | 75’                                                                            |
| 10-6-2024                                                                      | Aubagne                                                                        | Italia under 21                                                                | 2 – 2                                                                          | Panama under 21                                                                | Torneo Maurice Revello 2024 - 1º turno                                         | -                                                                              | 45’                                                                            |
| 12-6-2024                                                                      | Salon-de-Provence                                                              | Italia under 21                                                                | 1 – 0                                                                          | Indonesia under 21                                                             | Torneo Maurice Revello 2024 - 1º turno                                         | -                                                                              | 84’                                                                            |
| 16-6-2024                                                                      | Salon-de-Provence                                                              | Italia under 21                                                                | 1 – 0                                                                          | Francia under 21                                                               | Torneo Maurice Revello 2024 - Finale 3º posto                                  | -                                                                              | 25’                                                                            |
| 5-9-2024                                                                       | Latina                                                                         | Italia under 21                                                                | 7 – 0                                                                          | San Marino under 21                                                            | Qual. Europeo Under-21 2025                                                    | -                                                                              | 79’                                                                            |
| 10-9-2024                                                                      | Stavanger                                                                      | Norvegia under 21                                                              | 0 – 3                                                                          | Italia under 21                                                                | Qual. Europeo Under-21 2025                                                    | -                                                                              | 57’                                                                            |
| 21-3-2025                                                                      | Venezia                                                                        | Italia under 21                                                                | 1 – 2                                                                          | Paesi Bassi under 21                                                           | Amichevole                                                                     | -                                                                              | 62’                                                                            |
| 24-3-2025                                                                      | Cittadella                                                                     | Italia under 21                                                                | 1 – 1                                                                          | Danimarca under 21                                                             | Amichevole                                                                     | -                                                                              | 46’                                                                            |
| 11-6-2025                                                                      | Trnava                                                                         | Italia under 21                                                                | 1 – 0                                                                          | Romania under 21                                                               | Europeo Under-21 2025 - 1º turno                                               | -                                                                              | 86’                                                                            |
| 14-6-2025                                                                      | Trnava                                                                         | Slovacchia under 21                                                            | 0 – 1                                                                          | Italia under 21                                                                | Europeo Under-21 2025 - 1º turno                                               | -                                                                              | 63’                                                                            |
| 17-6-2025                                                                      | Trnava                                                                         | Spagna under 21                                                                | 1 – 1                                                                          | Italia under 21                                                                | Europeo Under-21 2025 - 1º turno                                               | 1                                                                              | 90’                                                                            |
| 22-6-2025                                                                      | Dunajská Streda                                                                | Germania under 21                                                              | 3 – 2 dts                                                                      | Italia under 21                                                                | Europeo Under-21 2025 - Quarti di finale                                       | -                                                                              | 87’                                                                            |
| Totale                                                                         |                                                                                | Presenze                                                                       | 13                                                                             |                                                                                | Reti                                                                           | 1                                                                              |                                                                                |

| Cronologia completa delle presenze e delle reti in nazionale ― Italia under 20 | Cronologia completa delle presenze e delle reti in nazionale ― Italia under 20 | Cronologia completa delle presenze e delle reti in nazionale ― Italia under 20 | Cronologia completa delle presenze e delle reti in nazionale ― Italia under 20 | Cronologia completa delle presenze e delle reti in nazionale ― Italia under 20 | Cronologia completa delle presenze e delle reti in nazionale ― Italia under 20 | Cronologia completa delle presenze e delle reti in nazionale ― Italia under 20 | Cronologia completa delle presenze e delle reti in nazionale ― Italia under 20 |
| Data                                                                           | Città                                                                          | In casa                                                                        | Risultato                                                                      | Ospiti                                                                         | Competizione                                                                   | Reti                                                                           | Note                                                                           |
| ------------------------------------------------------------------------------ | ------------------------------------------------------------------------------ | ------------------------------------------------------------------------------ | ------------------------------------------------------------------------------ | ------------------------------------------------------------------------------ | ------------------------------------------------------------------------------ | ------------------------------------------------------------------------------ | ------------------------------------------------------------------------------ |
| 24-5-2023                                                                      | Mendoza                                                                        | Italia under 20                                                                | 0 – 2                                                                          | Nigeria under 20                                                               | Mondiali Under-20 2023 - 1º turno                                              | -                                                                              | 87’                                                                            |
| 27-5-2023                                                                      | Mendoza                                                                        | Rep. Dominicana under 20                                                       | 0 – 3                                                                          | Italia under 20                                                                | Mondiali Under-20 2023 - 1º turno                                              | -                                                                              | 86’                                                                            |
| 11-6-2023                                                                      | La Plata                                                                       | Uruguay under 20                                                               | 1 – 0                                                                          | Italia under 20                                                                | Mondiali Under-20 2023 - Finale                                                | -                                                                              | 90’                                                                            |
| 7-9-2023                                                                       | Berlino                                                                        | Germania under 20                                                              | 1 – 1                                                                          | Italia under 20                                                                | Torneo 8 Nazioni                                                               | -                                                                              | 81’ 90’                                                                        |
| 11-9-2023                                                                      | Tábor                                                                          | Rep. Ceca under 20                                                             | 0 – 1                                                                          | Italia under 20                                                                | Torneo 8 Nazioni                                                               | -                                                                              | 46’                                                                            |
| 13-10-2023                                                                     | Catanzaro                                                                      | Italia under 20                                                                | 1 – 0                                                                          | Polonia under 20                                                               | Torneo 8 Nazioni                                                               | -                                                                              | 79’                                                                            |
| 21-11-2023                                                                     | Sassuolo                                                                       | Italia under 20                                                                | 2 – 1                                                                          | Portogallo under 20                                                            | Torneo 8 Nazioni                                                               | -                                                                              | 79’                                                                            |
| 21-3-2024                                                                      | Târgoviște                                                                     | Romania under 20                                                               | 0 – 0                                                                          | Italia under 20                                                                | Torneo 8 Nazioni                                                               | -                                                                              | 80’                                                                            |
| Totale                                                                         |                                                                                | Presenze                                                                       | 8                                                                              |                                                                                | Reti                                                                           | 0                                                                              |                                                                                |

| Cronologia completa delle presenze e delle reti in nazionale ― Italia under 19 | Cronologia completa delle presenze e delle reti in nazionale ― Italia under 19 | Cronologia completa delle presenze e delle reti in nazionale ― Italia under 19 | Cronologia completa delle presenze e delle reti in nazionale ― Italia under 19 | Cronologia completa delle presenze e delle reti in nazionale ― Italia under 19 | Cronologia completa delle presenze e delle reti in nazionale ― Italia under 19 | Cronologia completa delle presenze e delle reti in nazionale ― Italia under 19 | Cronologia completa delle presenze e delle reti in nazionale ― Italia under 19 |
| Data                                                                           | Città                                                                          | In casa                                                                        | Risultato                                                                      | Ospiti                                                                         | Competizione                                                                   | Reti                                                                           | Note                                                                           |
| ------------------------------------------------------------------------------ | ------------------------------------------------------------------------------ | ------------------------------------------------------------------------------ | ------------------------------------------------------------------------------ | ------------------------------------------------------------------------------ | ------------------------------------------------------------------------------ | ------------------------------------------------------------------------------ | ------------------------------------------------------------------------------ |
| 10-8-2022                                                                      | Firenze                                                                        | Italia under 19                                                                | 3 – 0                                                                          | Albania under 19                                                               | Amichevole                                                                     | -                                                                              | 46’                                                                            |
| 19-11-2022                                                                     | Firenze                                                                        | Italia under 19                                                                | 7 – 2                                                                          | Ungheria under 19                                                              | Amichevole                                                                     | -                                                                              | 72’                                                                            |
| 18-1-2023                                                                      | Guadalajara                                                                    | Spagna under 19                                                                | 1 – 0                                                                          | Italia under 19                                                                | Amichevole                                                                     | -                                                                              | 69’                                                                            |
| 22-3-2023                                                                      | Brema                                                                          | Germania under 19                                                              | 2 – 3                                                                          | Italia under 19                                                                | Qual. Europeo Under-19 2023                                                    | 2                                                                              |                                                                                |
| 25-3-2023                                                                      | Bremerhaven                                                                    | Slovenia under 19                                                              | 0 – 0                                                                          | Italia under 19                                                                | Qual. Europeo Under-19 2023                                                    | -                                                                              |                                                                                |
| 28-3-2023                                                                      | Bremerhaven                                                                    | Belgio under 19                                                                | 2 – 2                                                                          | Italia under 19                                                                | Qual. Europeo Under-19 2023                                                    | -                                                                              | 83’                                                                            |
| 3-7-2023                                                                       | Attard                                                                         | Malta under 19                                                                 | 0 – 4                                                                          | Italia under 19                                                                | Europeo Under-19 2023 - 1º turno                                               | -                                                                              | 75’                                                                            |
| 6-7-2023                                                                       | Ta' Qali                                                                       | Portogallo under 19                                                            | 5 – 1                                                                          | Italia under 19                                                                | Europeo Under-19 2023 - 1º turno                                               | -                                                                              | 61’                                                                            |
| 13-7-2023                                                                      | Ta' Qali                                                                       | Spagna under 19                                                                | 2 – 3                                                                          | Italia under 19                                                                | Europeo Under-19 2023 - Semifinale                                             | 1                                                                              | 24’ 90+3’                                                                      |
| 16-7-2023                                                                      | Attard                                                                         | Portogallo under 19                                                            | 0 – 1                                                                          | Italia under 19                                                                | Europeo Under-19 2023 - Finale                                                 | -                                                                              | 80’                                                                            |
| Totale                                                                         |                                                                                | Presenze                                                                       | 10                                                                             |                                                                                | Reti                                                                           | 3                                                                              |                                                                                |

| Cronologia completa delle presenze e delle reti in nazionale ― Italia under 18 | Cronologia completa delle presenze e delle reti in nazionale ― Italia under 18 | Cronologia completa delle presenze e delle reti in nazionale ― Italia under 18 | Cronologia completa delle presenze e delle reti in nazionale ― Italia under 18 | Cronologia completa delle presenze e delle reti in nazionale ― Italia under 18 | Cronologia completa delle presenze e delle reti in nazionale ― Italia under 18 | Cronologia completa delle presenze e delle reti in nazionale ― Italia under 18 | Cronologia completa delle presenze e delle reti in nazionale ― Italia under 18 |
| Data                                                                           | Città                                                                          | In casa                                                                        | Risultato                                                                      | Ospiti                                                                         | Competizione                                                                   | Reti                                                                           | Note                                                                           |
| ------------------------------------------------------------------------------ | ------------------------------------------------------------------------------ | ------------------------------------------------------------------------------ | ------------------------------------------------------------------------------ | ------------------------------------------------------------------------------ | ------------------------------------------------------------------------------ | ------------------------------------------------------------------------------ | ------------------------------------------------------------------------------ |
| 12-8-2021                                                                      | Firenze                                                                        | Italia under 18                                                                | 1 – 0                                                                          | Albania under 18                                                               | Amichevole                                                                     | -                                                                              | 46’                                                                            |
| 7-10-2021                                                                      | Novi Sad                                                                       | Serbia under 18                                                                | 1 – 1                                                                          | Italia under 18                                                                | Amichevole                                                                     | -                                                                              | 84’                                                                            |
| 9-10-2021                                                                      | Novi Sad                                                                       | Serbia under 18                                                                | 1 – 2                                                                          | Italia under 18                                                                | Amichevole                                                                     | -                                                                              | 69’                                                                            |
| 11-11-2021                                                                     | L'Aquila                                                                       | Italia under 18                                                                | 0 – 3                                                                          | Francia under 18                                                               | Amichevole                                                                     | -                                                                              | 71’                                                                            |
| 13-11-2021                                                                     | L'Aquila                                                                       | Italia under 18                                                                | 2 – 1                                                                          | Francia under 18                                                               | Amichevole                                                                     | -                                                                              | 60’                                                                            |
| Totale                                                                         |                                                                                | Presenze                                                                       | 5                                                                              |                                                                                | Reti                                                                           | 0                                                                              |                                                                                |

### Record

#### Con la Roma
- Calciatore più giovane proveniente dal settore giovanile ad avere esordito in nazionale maggiore (20 anni e 17 giorni).[21][22]

## Palmarès

### Club

#### Competizioni giovanili
- Campionato Nazionale Under-17: 1

Roma: 2020-2021
- Coppa Italia Primavera: 1

Roma: 2022-2023
- Supercoppa Primavera: 1

Roma: 2023

### Nazionale
- Campionato d'Europa Under-19: 1

Malta 2023